# Radouň (Mělnické Vtelno)
Radouň je malá vesnice, část obce Mělnické Vtelno v okrese Mělník ve Středočeském kraji. Nachází se asi dva kilometry západně od Mělnického Vtelna. Je zde evidováno 43 adres.Trvale zde žije 117 obyvatel.
Radouň je také název katastrálního území o rozloze 3,59 km².

## Historie
První písemná zmínka o vesnici pochází z roku 1352.

## Obyvatelstvo
| Rok            | 1869 | 1880 | 1890 | 1900 | 1910 | 1921 | 1930 | 1950 | 1961 | 1970 | 1980 | 1991 | 2001 | 2011 | 2021 |
| -------------- | ---- | ---- | ---- | ---- | ---- | ---- | ---- | ---- | ---- | ---- | ---- | ---- | ---- | ---- | ---- |
| Počet obyvatel | 197  | 238  | 255  | 263  | 242  | 226  | 229  | 173  | 125  | 101  | 112  | 104  | 117  | 111  | 134  |
| Počet domů     | 32   | 37   | 35   | 38   | 35   | 37   | 47   | 46   | 46   | 35   | 34   | 42   | 39   | 42   | 54   |

## Obecní správa
Při sčítání lidu v letech 1850–1949 Radouň byla samostatnou obcí v okrese Mělník. V letech 1950–1979 byla osadou obce Vysoká Libeň v okrese Mělník. Od 1. ledna 1980 je částí obce Mělnické Vtelno v okrese Mělník.

## Pamětihodnosti
- Kostel svatého Havla

## Další fotografie

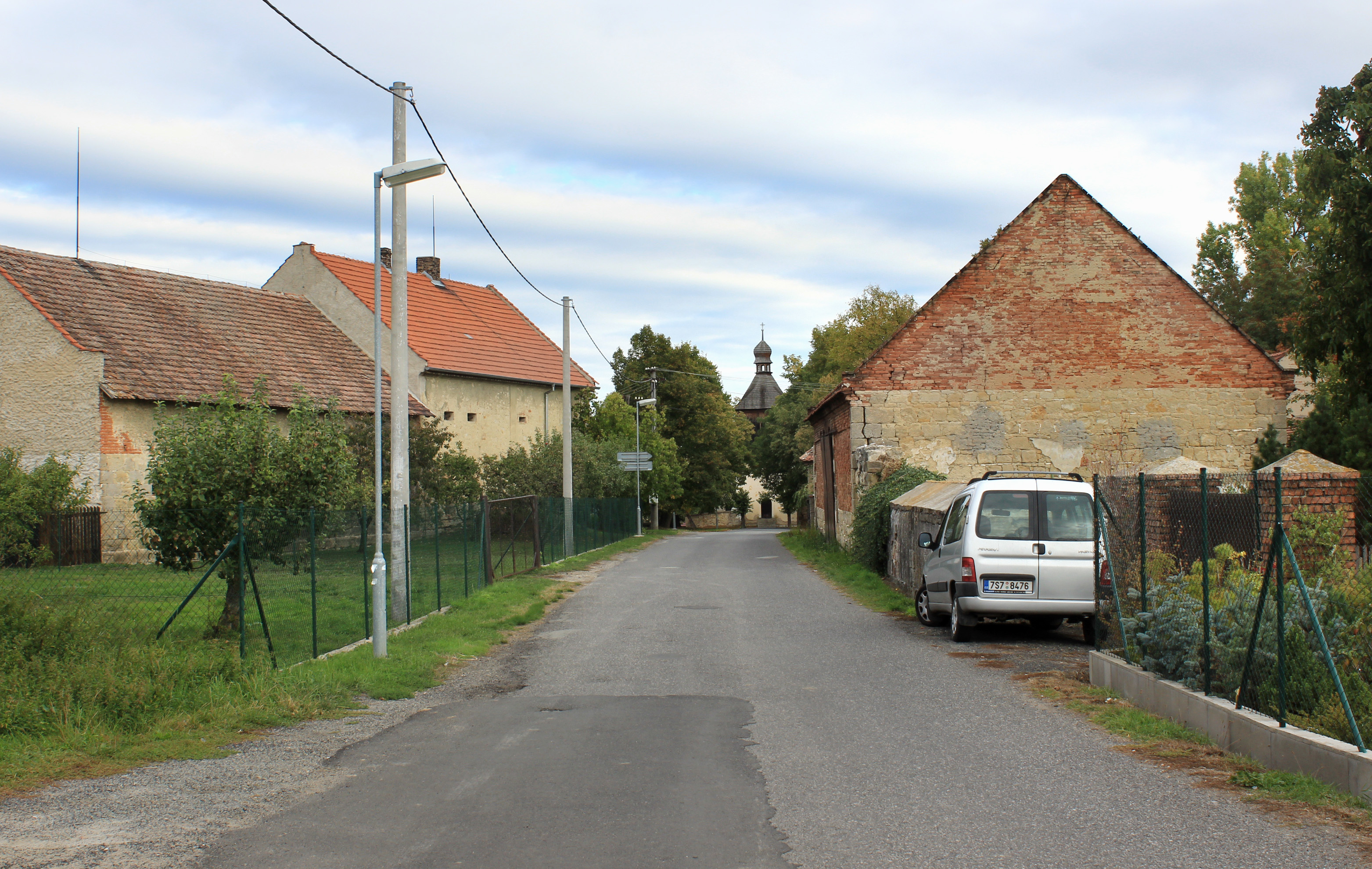
Chorušická ulice
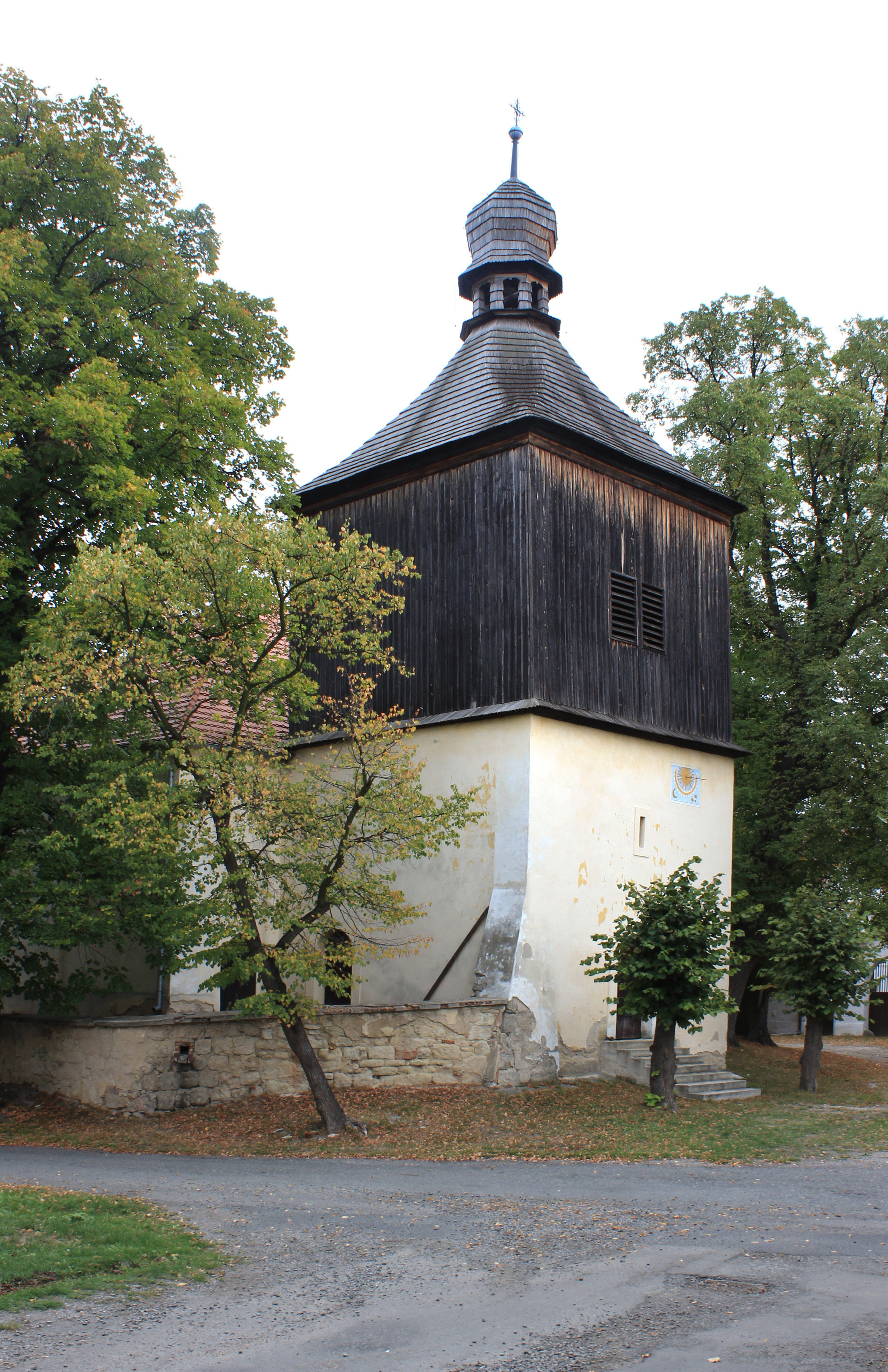
Kostel svatého Havla
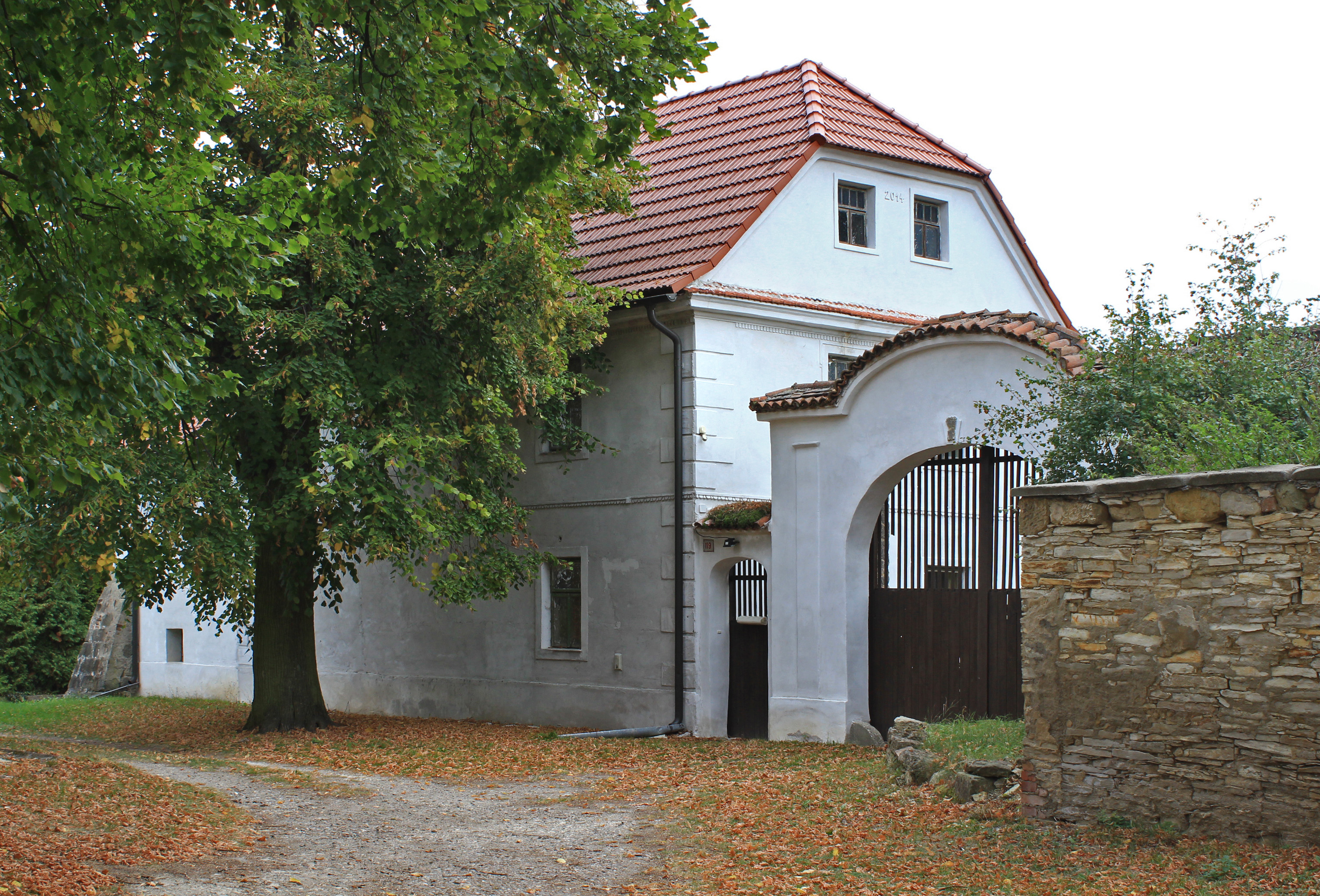
Opravený statek